# B. Gratz Brown
B. Gratz Brown (Lexington, 1826. május 28. – Kirkwood, 1885. december 13.) az Amerikai Egyesült Államok szenátora (Missouri, 1863–1867).